# Kalla Ankourao
Kalla Ankourao est un homme politique nigérien.

## Biographie
Ingénieur des travaux publics de formation, il travaille au ministère des Travaux publics comme directeur de la Planification urbaine dans les années 1980.
Candidat du Parti nigérien pour la démocratie et le socialisme (PNDS) aux élections législatives de février 1993 dans la circonscription de Maradi, il est élu à l'Assemblée nationale. Après les élections de janvier 1995, il entre au gouvernement comme ministre de la Santé publique le 25 février, mais le gouvernement est renversé par un coup d'État militaire en janvier 1996.
Il est à nouveau élu député en décembre 2004 et devient président du groupe parlementaire du PNDS (opposition) et vice-président du groupe de l'Assemblée parlementaire de la francophonie (APF).
À la suite de l'élection de Mahamadou Issoufou, leader historique du PNDS, à la présidence de la République en mars 2011, il est nommé ministre de l'Équipement le 21 avril. Il est démis de ses fonctions en avril 2012, à la suite d'une affaire de marchés publics jugés non conformes à la Constitution.
Il est réélu à l'Assemblée nationale lors des élections législatives de février 2016 et nommé ministre des Affaires étrangères, de la Coopération, de l’Intégration africaine et des Nigériens à l’extérieur en avril 2018 jusqu'en novembre 2020 date à laquelle il démissionne pour se porter candidat à l'élection législative du 27 décembre de la même année. Il est réélu député et en mars 2021, il est élu vice-président de l’Assemblée nationale, puis réélu à ce poste le 19 avril 2022.
Ankourao est membre du présidium du PNDS.